# كريم عبد الجواد
كريم عبد الجواد هو لاعب اسكواش مصري محترف ولد بالإسكندرية في 30 يوليو 1991، مثل مصر في العديد من البطولات الدولية.
في نوفمبر 2016، فاز ببطولة العالم المفتوحة للاسكواش 2016 في القاهرة في مصر ضد اللاعب رامي عاشور. ليصبح ثالث مصري يفوز ببطولة العالم بعد عمرو شبانة ورامي عاشور.
في مايو 2017 صنف في المرتبة الأولى عالميا.

## إنجازات عالمية

### ألقاب

#### بطولة العالم المفتوحة للاسكواش
| النتيجة | سنة  | المكان       | المنافس في المباراة النهائية | النتيجة في النهائي    |
| الفوز   | 2016 | القاهرة، مصر | رامي عاشور                   | 5-11, 11-6, 11-7, 2-1 |

#### بطولة قطر كلاسيك الدولية للاسكواش
| النتيجة | سنة  | المنافس في المباراة النهائية | النتيجة في النهائي |
| الفوز   | 2016 | محمد الشوربجي                | 12-10, 13-15, 11-7 |

#### بطولة هونغ كونغ المفتوحة للاسكواش
| النتيجة       | سنة  | المنافس في المباراة النهائية | النتيجة في النهائي           |
| المركز التاني | 2016 | رامي عاشور                   | 11-9, 8-11, 11-6, 5-11, 11-6 |

#### بطولة الأهرام الدولية
| النتيجة | سنة  | المنافس في المباراة النهائية | النتيجة في النهائي |
| الفوز   | 2016 | علي فرج                      | 11-4, 11-7, 11-5   |

## روابط خارجية
- كريم عبد الجواد على موقع الاتحاد الدولي لمحترفي الاسكواش (مؤرشف) (الإنجليزية)
- كريم عبد الجواد على موقع SquashInfo.com (الإنجليزية)